# گابر (استان صوفیه)
گابر (به بلغاری: Gaber) یک منطقهٔ مسکونی در بلغارستان است که در استان صوفیه واقع شده‌است.